# Kampfgruppe (computerspel)
Kampfgruppe is een computerspel dat werd ontwikkeld en uitgegeven door Strategic Simulations. De programmeur van het spel is Gary Grigsby. Het spel werd uitgebracht in 1985 voor de Apple II, Atari (8 bit) en de Commodore 64. Later volgde ook DOS en de Commodore Amiga. Het spel is een tankspel en werkt beurtsgewijs.
Het spel bevat de scenario's:
- "Meeting engagement east of Bryansk" (7 juli 1942)
- "Attempted relief of Stalingrad" (17 december 1942)
- "Attack toward Kiev" (3 november 1943)
- "Attack toward Berlin" (22 maart 1945)

## Platform
| Jaar | Platform                            |
| ---- | ----------------------------------- |
| 1985 | Apple II, Atari 8-bit, Commodore 64 |
| 1987 | Amiga, DOS                          |

## Ontvangst
| Beoordeeld door                | Platform     | Datum         | Score |
| ------------------------------ | ------------ | ------------- | ----- |
| Computer Gaming World (CGW)    | DOS          | november 1991 | 80%   |
| ASM (Aktueller Software Markt) | Apple II     | januari 1987  | 70%   |
| Computer Gaming World (CGW)    | Atari 8-bit  | november 1991 | 70%   |
| Computer Gaming World (CGW)    | Amiga        | november 1991 | 70%   |
| Computer Gaming World (CGW)    | Apple II     | november 1991 | 70%   |
| ASM (Aktueller Software Markt) | Commodore 64 | januari 1987  | 70%   |
| Computer Gaming World (CGW)    | Commodore 64 | november 1991 | 70%   |